# Еміліо Фернандес
Емі́ліо «Ель Індіо» Ферна́ндес (ісп. Emilio Fernández; повне ім'я — Еміліо Фернандес Ромо (ісп. Emilio Fernández Romo) нар. 26 березня 1904, Хондо, Коауїла, Мексика — пом. 6 серпня 1986, Мехіко, Мексика) — мексиканський актор, кінорежисер і сценарист. Лауреат Гран-прі 1-го Каннського кінофестивалю, багаторазовий номінант та лауреат мексиканської національної кінопремії «Аріель» .

## Біографія
Еміліо Фернандес народився в Хондо, штат Коауїла, Мексика. Його батько, Фернандо Гарса, був військовим і, після 1910 року, революціонером. Мати була індіанкою з племені кікапу, тому в нього і з'явилося прізвисько «Ель Індіо». Майбутній режисер залишив школу, щоб брати участь у революції, очолюваній Адольфо де ла Уерта. Президент Мексики Альваро Обрегон відправив Уерту в заслання в Лос-Анджелес, США, а Фернандеса було засуджено до 20 років в'язниці, але він втік і відправився за Уертою до США. Після того, як Ласаро Карденас став новим президентом і дарував амністію всім повстанцям, Фернандес повернувся в Мексику.
Маючи досвід роботи в Голлівуді, Фернандес почав працювати у мексиканській кіноіндустрії як сценарист і актор. Знявся майже у 90 фільмах та як режисер поставив 43 кінострічки. Найвідомішою режисерською роботою Еміліо Фернандеса став фільм «Марія Канделарія», який брав участь в конкурсній програмі 1-го Каннського кінофестивалю та разом з іншими 10 стрічками отримав Гран-прі фестивалю.
Наприкінці 1920-х років художній директор «Metro-Goldwyn-Mayer» Седрік Гіббонс, що займався розробкою дизайну для нагороди Американської академії кінематографічних мистецтв і наук, розробив ідею зображення фігури лицаря, що стоїть на котушці з кіноплівкою і хрестоносця, що тримає меч. Моделлю він вибрав Еміліо Фернандеса. Спочатку Фернандес чинив опір, але потім погодився позувати голим для статуетки, відомої в наш час як «Оскар».

## Фільмографія (вибіркова)
Актор
| Рік       |    | Українська назва                      | Оригінальна назва                      | Роль                   |
| --------- | -- | ------------------------------------- | -------------------------------------- | ---------------------- |
| 1930      | ф  | Земля зниклих                         | The Land of Missing Men                | Лопес «Чорний койот»   |
| 1932      | ф  | Західний кодекс                       | The Western Code                       | індіанець Джо          |
| 1934      | ф  | Ворожка                               | La buenaventura                        | Борис                  |
| 1934      | ф  | Крус Д'ябло                           | Cruz Diablo                            | Топарка, розбійник     |
| 1935      | ф  | Мартин Гаратуса                       | Martín Garatuza                        |                        |
| 1936      | ф  | Марія Єлена                           | María Elena                            | Bailarín de La Bamba   |
| 1936      | ф  | На великому ранчо                     | Allá en el Rancho Grande               | танцюрист              |
| 1937      | ф  | Супербожевільний                      | El superloco                           | Idúa                   |
| 1937      | ф  | Самозванець                           | El impostor                            |                        |
| 1937      | ф  | Бунтівні душі                         | Almas rebeldes                         |                        |
| 1937      | ф  | До побачення, Никаноре                | Adiós Nicanor                          | Никанор                |
| 1939      | ф  | Хуан сміливець                        | Juan sin miedo                         | Валентин               |
| 1940      | ф  | Невдаха                               | Los de abajo                           |                        |
| 1942      | ф  | Острів пристрасті                     | La isla de la pasión                   |                        |
| 1943      | ф  | Дика квітка                           | Flor silvestre                         | Рожеліо Торрес         |
| 1943      | ф  | Хвалько: Ось прийшов хуліган!         | El fanfarrón: ¡Aquí llegó el valentón! | Aguilucho              |
| 1959      | ф  | Кукарача                              | La cucaracha                           | полковник Антоніо Зета |
| 1961      | ф  | Залізні брати                         | Los hermanos Del Hierro                | Паскуаль Веласко       |
| 1963      | ф  | Бандитка                              | La bandida                             | Epigmenio Gomez        |
| 1963      | ф  | Поранений голуб                       | Paloma herida                          | Данило Зата            |
| 1964      | ф  | Швидкий револьвер                     | El revólver sangriento                 | Фелікс Гомес           |
| 1965      | ф  | Нагорода                              | The Reward                             | сержант Лопес          |
| 1965      | ф  | Безвихідь                             | Un callejón sin salida                 | Моран                  |
| 1966      | ф  | Поєдинок бойовиків                    | Duelo de pistoleros                    | Панчо Ромеро           |
| 1966      | ф  | Аппалуза                              | The Appaloosa                          | Лазаро                 |
| 1966      | ф  | Повернення прекрасної сімки           | eturn of the Seven                     | Лорка                  |
| 1967      | ф  | Союз зі смертю                        | A Covenant with Death                  | Ігнасіо                |
| 1967      | ф  | Військовий фургон                     | The War Wagon                          | Каліта                 |
| 1967      | ф  | Відданий солдат Панчо Вильи           | Un dorado de Pancho Villa              | Ауреліо Перес          |
| 1968      | ф  | Битва в Сан-Себастьяні                | La bataille de San Sebastian           |                        |
| 1968      | ф  | Каудильйо                             | El caudillo                            | Coronel                |
| 1968—2003 | с  | Коломбо                               | Columbo                                | Мігуель                |
| 1969      | ф  | Дика банда                            | The Wild Bunch                         | Mapache                |
| 1969      | ф  | Дуель в Ель Дорадо                    | Duelo en El Dorado                     |                        |
| 1972      | ф  | Індіанець                             | Indio                                  |                        |
| 1972—1975 | с  | Кунг-фу                               | Kung Fu                                | Карлос                 |
| 1972      | ф  | Кут дів                               | El rincón de las vírgenes              | Anacleto Morones       |
| 1973      | ф  | Пет Ґерретт і Біллі Кід               | Pat Garrett & Billy the Kid            | Пако                   |
| 1974      | ф  | Принесіть мені голову Альфредо Гарсіа | Bring Me the Head of Alfredo Garcia    | головний               |
| 1975      | ф  | Втеча                                 | Breakout                               | J.V.                   |
| 1975      | ф  | Човен «Щаслива леді»                  | Lucky Lady                             | Ібарра                 |
| 1975      | ф  | За цими дверима                       | Detras de esa puerta                   | директор поліції       |
| 1976      | тф | Коломбо: Справа честі                 | Columbo: A Matter of Honor             | Мігуель                |
| 1976      | ф  | Червона зона                          | Zona roja                              |                        |
| 1979      | ф  | Еротика                               | Erótica                                | Ернандес               |
| 1980      | ф  | Танцівниці кабаре                     | Las cabareteras                        |                        |
| 1983      | ф  | Лола-далекобійниця                    | Lola la trailera                       | охоронець Леонсіо      |
| 1983      | ф  | Смерть найманця                       | Mercenarios de la muerte               | Maestro tata           |
| 1983      | с  | Зрада                                 | La traición                            | Gral. Arcadio Carvajal |
| 1984      | ф  | Біля підніжжя вулкана                 | Under the Volcano                      | Diosdado               |
| 1984      | с  | Сінематон                             | Cinématon                              | учасник                |
| 1985      | ф  | Скарби Амазонки                       | The Treasure of the Amazon             | Тачо / Пако            |
| 1986      | ф  | Закохані володаря ночі                | Los amantes del señor de la noche      | дон Венустіано         |
| 1986      | ф  | Викрадення Лоли                       | El secuestro de Lola                   | командувач Прієто      |
| 1986      | ф  | Тепер мої пістолети говорять          | Ahora mis pistolas hablan              |                        |

Режисер і сценарист
| Рік  | Назва українською           | Оригінальна назва             | Режисер | Сценарист |
| ---- | --------------------------- | ----------------------------- | ------- | --------- |
| 1942 | Острів пристрасті           | La isla de la pasión          | Так     | Так       |
| 1942 | Я — справжній мексиканець   | Soy puro mexicano             | Так     | Так       |
| 1943 | Дика квітка                 | Flor silvestre                | Так     | Так       |
| 1944 | Марія Канделарія            | María Candelaria (Xochimilco) | Так     | Так       |
| 1945 | Покинуті                    | Las abandonadas               | Так     | Так       |
| 1945 | Бугамбілья                  | Bugambilia                    | Так     | Так       |
| 1946 | Пепіта Гіменес              | Pepita Jiménez                | Так     | Так       |
| 1946 | Кохана                      | Enamorada                     | Так     | Так       |
| 1947 | Перлина                     | La perla                      | Так     | Так       |
| 1947 | Утікач                      | The Fugitive                  | Так     |           |
| 1948 | Ріо Ескондідо               | Río Escondido                 | Так     | Так       |
| 1948 | Макловія                    | Maclovia                      | Так     | Так       |
| 1949 | Салон «Мехіко»              | Salón México                  | Так     | Так       |
| 1949 | Сільська дівчина            | Pueblerina                    | Так     | Так       |
| 1949 | Нелюбима                    | La malquerida                 | Так     | Так       |
| 1950 | Поєдинок в горах            | Duelo en las montañas         | Так     | Так       |
| 1950 | Факел                       | The Torch                     | Так     | Так       |
| 1950 | Один день життя             | Un día de vida                | Так     | Так       |
| 1951 | Жертви гріха                | Víctimas del pecado           | Так     | Так       |
| 1952 | Акапулько                   | Acapulco                      | Так     | Так       |
| 1952 | Завжди твій                 | Siempre tuya                  | Так     | Так       |
| 1953 | Ла Ред                      | La red                        | Так     | Так       |
| 1953 | Репортаж                    | Reportaje                     | Так     | Так       |
| 1954 | Викрадення                  | El rapto                      | Так     | Так       |
| 1954 | Біла троянда                | La rosa blanca                | Так     | Так       |
| 1954 | Повстання повішених         | La rebelión de los colgados   | Так     |           |
| 1958 | Любовне побачення           | Una cita de amor              | Так     |           |
| 1962 | Село                        | Pueblito                      | Так     | Так       |
| 1963 | Поранений голуб             | Paloma herida                 | Так     | Так       |
| 1967 | Відданий солдат Панчо Вільї | Un dorado de Pancho Villa     | Так     | Так       |
| 1974 | Чока — жінка з шрамом       | La choca                      | Так     | Так       |
| 1976 | Червона зона                | Zona roja                     | Так     | Так       |
| 1979 | Повернення Ауреліо          | México Norte                  | Так     | Так       |
| 1979 | Еротика                     | Erótica                       | Так     | Так       |

## Визнання
| Нагороди та номінації Еміліо Фернандеса    | Нагороди та номінації Еміліо Фернандеса           | Нагороди та номінації Еміліо Фернандеса | Нагороди та номінації Еміліо Фернандеса |
| Рік                                        | Категорія                                         | Фільм                                   | Результат                               |
| ------------------------------------------ | ------------------------------------------------- | --------------------------------------- | --------------------------------------- |
| Премія «Аріель»                            |                                                   |                                         |                                         |
| 1946                                       | Золотий Аріель                                    | Покинуті                                | Номінація                               |
| 1946                                       | Срібний Аріель найкращому режисерові              | Покинуті                                | Номінація                               |
| 1946                                       | Срібний Аріель за найкращий сценарій              | Рідний брат                             | Номінація                               |
| 1947                                       | Золотий Аріель                                    | Кохана                                  | Перемога                                |
| 1947                                       | Срібний Аріель найкращому режисерові              | Кохана                                  | Перемога                                |
| 1947                                       | Найвидатніший мексиканський фільм                 | Кохана                                  | Номінація                               |
| 1947                                       | Срібний Аріель за найкращий оригінальний сюжет    | Кохана                                  | Номінація                               |
| 1948                                       | Золотий Аріель                                    | Перлина                                 | Перемога                                |
| 1948                                       | Срібний Аріель найкращому режисерові              | Перлина                                 | Перемога                                |
| 1948                                       | Срібний Аріель за найкращий сценарій              | Перлина                                 | Номінація                               |
| 1949                                       | Золотий Аріель                                    | Ріо Ескондідо                           | Перемога                                |
| 1949                                       | Срібний Аріель найкращому режисерові              | Ріо Ескондідо                           | Номінація                               |
| 1949                                       | Срібний Аріель за найкращий оригінальний сюжет    | Ріо Ескондідо                           | Номінація                               |
| 1950                                       | Золотий Аріель                                    | Сільська дівчина                        | Номінація                               |
| 1950                                       | Срібний Аріель найкращому режисерові              | Сільська дівчина                        | Номінація                               |
| 1950                                       | Срібний Аріель за найкращий сценарій              | Сільська дівчина                        | Номінація                               |
| 1950                                       | Срібний Аріель за найкращий оригінальний сюжет    | Сільська дівчина                        | Номінація                               |
| 1975                                       | Найкращий                                         | Чока — жінка з шрамом                   | Перемога                                |
| Каннський міжнародний кінофестиваль        |                                                   |                                         |                                         |
| 1946                                       | Гран-прі фестивалю                                | Марія Канделарія                        | Перемога                                |
| 1949                                       | Гран-прі фестивалю                                | Сільська дівчина                        | Номінація                               |
| 1953                                       | Міжнародний приз за найкраще візуальне зображення | Ла Ред                                  | Перемога                                |
| Венеційський міжнародний кінофестиваль     |                                                   |                                         |                                         |
| 1947                                       | Міжнародний Гран-прі                              | Перлина                                 | Номінація                               |
| 1947                                       | Міжнародний Гран-прі                              | Кохана                                  | Номінація                               |
| 1947                                       | Міжнародний приз                                  | Перлина                                 | Перемога                                |
| 1948                                       | Міжнародний Гран-прі                              | Макловія                                | Номінація                               |
| 1949                                       | Золотий лев                                       | Нелюбима                                | Номінація                               |
| 1954                                       | Золотий лев                                       | Повстання повішених                     | Номінація                               |
| 1955                                       | Золотий лев                                       | Вогняна Земля вимкнена                  | Номінація                               |
| Берлінський міжнародний кінофестиваль      |                                                   |                                         |                                         |
| 1958                                       | Золотий ведмідь                                   | Любовне побачення                       | Номінація                               |
| міжнародний кінофестиваль у Сан-Себастьяні |                                                   |                                         |                                         |
| 1962                                       | Приз за найкращий фільми іспанською мовою         | Село                                    | Перемога                                |